# Paracolletes brevicornis
Paracolletes brevicornis is een vliesvleugelig insect uit de familie Colletidae. De wetenschappelijke naam van de soort is voor het eerst geldig gepubliceerd in 1854 door Smith.